# Стальне (Джанкойський район)
Стальне́ (до 1945 року — Бари́н, крим. Barın) — село в Джанкойському районі Автономної Республіки Крим. Розташоване в центральній частині району, центр Стальненської сільської ради. Населення — 1306 осіб за переписом 2001 року.

## Географія
Стальне — село в центральній частині району, у степовому Криму. Село розташоване на правому березі річки Стальна, що впадає в Сиваш. Висота над рівнем моря — 10 м. Сусідні села: Озерки на іншому боці річки, Суміжне (1.5 км на північ), Многоводне (0.8 км на північний схід), Рідне (3.7 км на схід) і Новопавлівка (3 км на південний схід). Відстань до райцентру — близько 13 кілометрів. Там же знаходиться найближча залізнична станція.

## Історія
Німецьке лютеранське село було засноване на орендованих 5500 десятинах Байгончекської волості у 1882 році. Згідно з Пам'ятною книгою Таврійської губернії за 1889 рік за результатами ревізії 1887 року в селі Барин німецький було 44 двори і 208 жителів. Після земської реформи 1890 року Барин німецький був віднесений до Ак-Шейхської волості, але в Календарі і Пам'ятній книжці Таврійської губернії на 1892 рік Барин не значиться.
За Всеросійським переписом 1897 року в селі Барин числилося 495 мешканців, з них 273 німця, 98 православних і 96 кримських татар (можливо, в двох селах разом з Барином татрським), а за «… Пам'ятною книгою Таврійської губернії на 1900 рік» в селі Барин всього нараховувалося 229 жителів у 45 дворах (ймовірно, вже без Барина татарського). У 1905 році населення Барина німецького склало 365 осіб, у 1911-му — 285.
У Статистичному довіднику Таврійської губернії за 1915 рік в Ак-Шеіхській волості Перекопського повіту значиться окреме село Барин німецький з населенням 133 особи. Дослідники вважають, що чисельність населення в селі впала через антинімецькі настрої з початком Першої світової війни — до 1919 року мешканців в селі залишилось 113.
Згідно зі Списком населених пунктів Кримської АРСР до Всесоюзного перепису населення 17 грудня 1926 року село Барин (німецький) було центром Баринської (німецької) сільради Джанкойського району. В ньому мешкало 265 жителів, з яких 234 — німці. Після утворення у 1935 році Колайського району (1944-го перейменований у Азовський) воно також було включене до його складу.
Невдовзі після початку німецько-радянської війни, 18 серпня 1941 року кримські німці були депортовані, спочатку в Ставропольський край, а потім у Сибір і північний Казахстан. 21 серпня 1945 року указом Президії Верховної Ради РРФСР Баринь був перейменований на село Стальне.
У грудні 1962 року указом Президії Верховної Ради УРСР Азовський район був скасований і Стальне увійшло до Джанкойського району.